# Bezirksoberliga
Die Bezirksoberliga ist eine Fußball-Spielklasse. In der Vergangenheit bestanden im Herrenbereich Bezirksoberligen in Bayern, Hessen, Niedersachsen und Schleswig-Holstein. Im Jugendbereich gibt es diese Spielklasse weiterhin.
In Bayern bestehen auch im Frauenfußball weiterhin Bezirksoberligen.

## Bayern
In Bayern wurden 1988 sieben Bezirksoberligen als sechste Spielklasse eingeführt, ab 2008 nach Einführung der 3. Liga war die Bezirksoberliga siebtklassig. Jede Bezirksoberliga umfasste mit kleinen Abweichungen die Gebiete der gleichnamigen Regierungsbezirke. Die nächsthöhere Spielklasse bildeten die Landesligen. Die sieben Bezirksoberligen waren:
- Bezirksoberliga Oberbayern
- Bezirksoberliga Mittelfranken
- Bezirksoberliga Niederbayern
- Bezirksoberliga Oberfranken
- Bezirksoberliga Oberpfalz
- Bezirksoberliga Schwaben
- Bezirksoberliga Unterfranken

Den Unterbau der Bezirksoberligen bildeten die Bezirksligen, die in jedem Regierungsbezirk in zwei oder drei Staffeln eingeteilt sind.
2011/2012 war die letzte Bezirksoberliga-Saison im Herrenbereich in Bayern, danach wurde sie dort gestrichen. Es gibt seit der Ligareform zwei Bayernligen, darunter folgen fünf Landesligen, als darauf folgende Stufe 15 Bezirksligen. Im Jugendbereich existieren die Bezirksoberligen weiterhin und stellen im D-Jugend-Bereich die höchste Spielklasse dar.

## Hessen
Die Bezirksoberligen (1994–2008) bzw. Gruppenligen (seit 2008) waren zunächst in 9, später in 8 Staffeln eingeteilt, wobei die Bezirke Kassel (Staffel 1 und 2), Frankfurt (Staffel West und Ost) je zwei, die Bezirke Fulda, Darmstadt und Wiesbaden je eine Staffel stellen. Die Bezirksoberliga Gießen/Marburg war zunächst in zwei Staffeln (Nord und Süd) aufgeteilt, die später zusammengefasst wurden.

## Niedersachsen
Die vier Landesligen in Niedersachsen hießen bis 2010 Bezirksoberliga. Sie umfassten jeweils den Bereich der früheren niedersächsischen Regierungsbezirke.
| Liga                         | Aufstieg in die             | Abstieg in die |
| ---------------------------- | --------------------------- | --- |
| Bezirksoberliga Braunschweig | Oberliga Niedersachsen-Ost  | Bezirksliga Braunschweig 1, Bezirksliga Braunschweig 2, Bezirksliga Braunschweig 3, Bezirksliga Braunschweig 4              |
| Bezirksoberliga Hannover     | Oberliga Niedersachsen-West | Bezirksliga Hannover 1, Bezirksliga Hannover 2, Bezirksliga Hannover 3, Bezirksliga Hannover 4                              |
| Bezirksoberliga Lüneburg     | Oberliga Niedersachsen-Ost  | Bezirksliga Lüneburg 1, Bezirksliga Lüneburg 2, Bezirksliga Lüneburg 3                                                      |
| Bezirksoberliga Weser-Ems    | Oberliga Niedersachsen-West | Bezirksliga Weser-Ems 1, Bezirksliga Weser-Ems 2, Bezirksliga Weser-Ems 3, Bezirksliga Weser-Ems 4, Bezirksliga Weser-Ems 5 |

## Schleswig-Holstein
In Schleswig-Holstein bestanden zwischen 1999 und 2008 die vier Bezirksoberligen Nord, Ost, Süd und West. Sie lösten als zweithöchste Spielklasse des SHFV die zwei zuvor bestehenden Landesligen ab und wurden unter geänderter räumlicher Zuschneidung von vier Verbandsligen abgelöst.